# 瓦茨 (格勞賓登州)

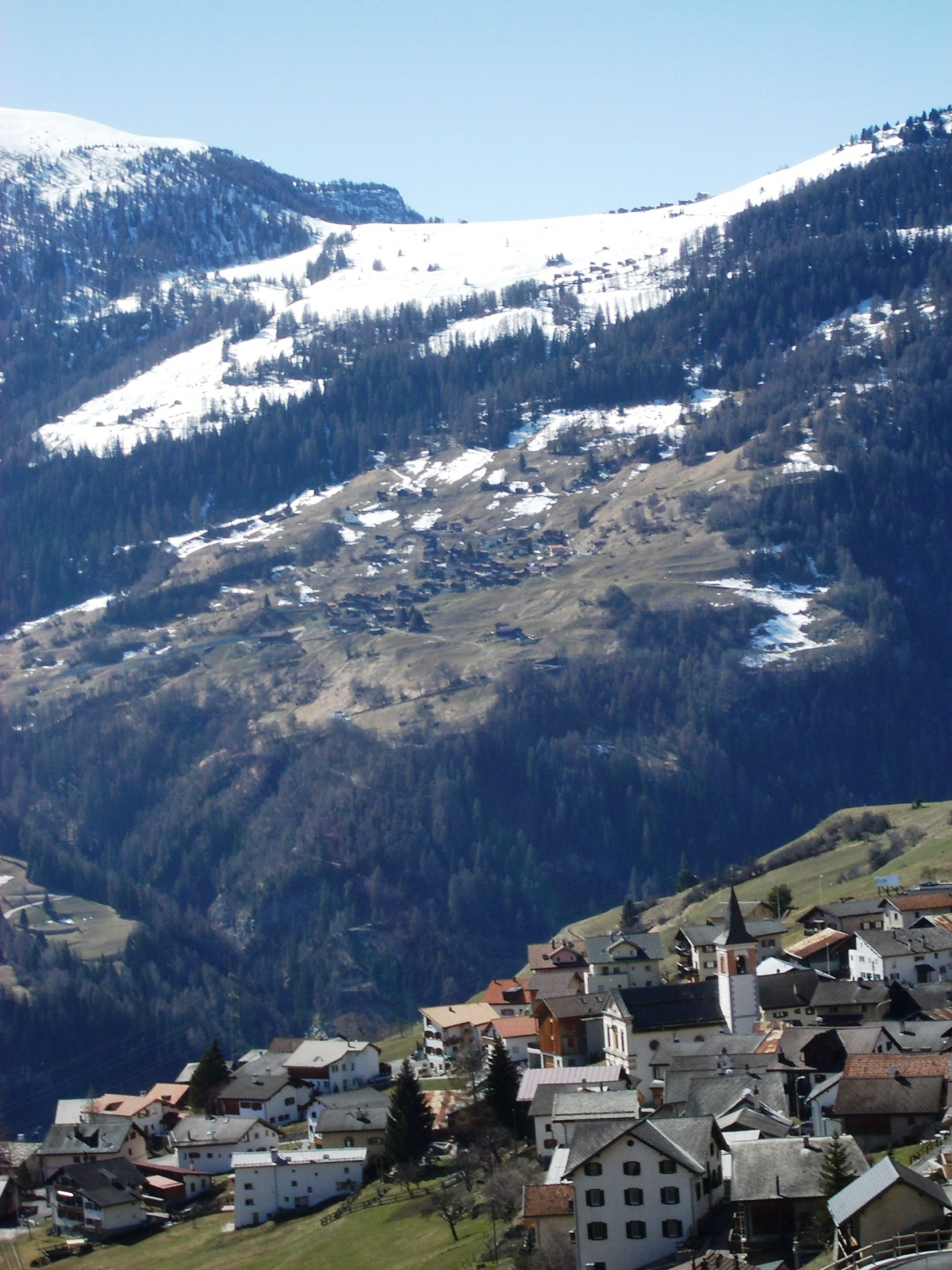

瓦茨是瑞士的城鎮，位於該國東部，由格勞賓登州負責管轄，面積42.51平方公里，海拔高度1,476米，2011年人口2,621，六成人口信奉羅馬天主教，人口密度每平方公里62人。

## 外部連結
- Official Website of Vaz/Obervaz (in German) （页面存档备份，存于）